# S・T・ヨシ
スナンド・トリャンバク・ヨシ（Sunand Tryambak Joshi、1958年6月22日 - ）は、アメリカ合衆国の文芸評論家である。主に怪奇小説や幻想小説、特にH・P・ラヴクラフトの作品や関連する作品をテーマにしている。一般にはS・T・ヨシ(S. T. Joshi)と表記され、日本語文献ではS・T・ジョシとも書かれる。

## キャリア
ヨシは、作者の世界観に焦点を当てた文芸評論を行っている。"The Weird Tale"では、アーサー・マッケン、アルジャーノン・ブラックウッド、ロード・ダンセイニ、M・R・ジェイムズ、アンブローズ・ビアス、ラヴクラフトなどの怪奇小説や幻想小説を取り上げている。
学術的なラヴクラフト研究のエキスパート。ラヴクラフトの原稿に直接あたり、全原稿を校訂したことで、この校訂原稿がこんにちのアーカムハウスやペンギン・クラシックスをはじめ各社の単行本の底本として使用されている。
ラヴクラフトから後続したクトゥルフ神話には一貫して否定的な評価をとっている。
日本では2012年に『H・P・ラヴクラフト大事典』が翻訳刊行されている。

## 私生活
インドのプネーで1958年6月22日に、トリャンバク・M・ヨシとパドミニ・T・ヨシの間に生まれた。彼が4歳のときに一家でアメリカに渡り、インディアナ州に定住した。13歳のとき、インディアナ州マンシーの公立図書館でラヴクラフトの作品に出会った。また、1975年に出版されたL・スプレイグ・ディ・キャンプによるラヴクラフトの伝記"Lovecraft: A Biography"も読み、以降、ラヴクラフトに傾倒するようになった。そのため、イェール大学やハーバード大学からの誘いを断り、ブラウン大学に進学した。ヨシは無神論者である。
現在はワシントン州シアトルに在住している。2001年9月1日にLeslie Gary Bobaと結婚したが、2010年12月に離婚した。
2014年8月、ヨシは世界幻想文学大賞のトロフィーをゲアン・ウィルソンによるラヴクラフトの胸像からアフリカ系アメリカ人作家オクティヴィア・E・バトラーの像に変更するキャンペーンに反対して、世界幻想文学大賞を返還した。

## 主な出版物

### 著作
- H. P. Lovecraft: A Life
- I Am Providence: The Life and Times of H. P. Lovecraft
- Sixty Years of Arkham House: A History and Bibliography (1999・アーカムハウス)
- An H. P. Lovecraft Encyclopedia:（2001）
  - 邦訳版『H・P・ラヴクラフト大事典』（2013・エンターブレイン）

### 編集
- Miscellaneous Writings by H. P. Lovecraft (Arkham House, 1995).
- The Call of Cthulhu and Other Weird Stories by H. P. Lovecraft (Penguin Classics No. 1, 1999).
- The Thing on the Doorstep and Other Weird Stories by H. P. Lovecraft (Penguin Classics No. 2, 2001).
- The Dreams in the Witch House and Other Weird Stories by H. P. Lovecraft (Penguin Classics No. 3, 2005).

## 受賞歴
- ホラー作家協会（英語版） – ブラム・ストーカー賞ノンフィクション部門 
 1996年 H. P. Lovecraft: A Life（ネクロノミコン・プレス（英語版）） – 著者
- 英国幻想文学協会（英語版） – 英国幻想文学大賞 独立出版社部門 
 1997年 H. P. Lovecraft: A Life（ネクロノミコン・プレス（英語版）） – 著者
- 国際ファンタスティック・イン・アーツ協会（英語版） – IAFA優秀批評賞 
 2003年
- 世界幻想文学大賞 – Special Award for Professional Scholarship 
 2005年
- 国際ホラーギルド（英語版） – Outstanding Achievement in Horror & Dark Fantasy for Nonfiction 
 2005年 Supernatural Literature of the World（グリーンウッド・プレス（英語版）） – 共同編集者
- 国際ホラーギルド – Outstanding Achievement in Horror & Dark Fantasy for Nonfiction 
 2006年 Icons of Horror and the Supernatural （グリーンウッド・プレス（英語版）） – 編集者
- 世界幻想文学大賞 – Special Award Non-Professional 
 2013年 Unutterable Horror: A History of Supernatural Fiction, Volumes 1 & 2（PSパブリッシング（英語版）） – 著者
- S・Tヨシ記念研究フェローシップ 
 2013年                  
[11][12]